# 嘉義縣朴子市朴子國民小學
23°27′59″N 120°14′53″E / 23.466522°N 120.247943°E
嘉義縣朴子市朴子國民小學（簡稱朴子國小）是臺灣嘉義縣朴子市的一所國民小學，原為創立於日治時期1898年的嘉義國語傳習所樸仔腳分教場。校園東側的朴子國小舊禮堂是興建於1929年（昭和四年）的磚造建築，面積411平方公尺，是嘉義地區日治時期最早的公學校教育建築之一，於2014年被登錄為嘉義縣歷史建築。

## 校史
朴子國小原為1898年（明治三十一年）9月8日設立的「嘉義國語傳習所樸仔腳分教場」，校舍最初借用魚仔市耶穌教堂，同年10月1日改為「樸仔腳公學校」。1900年，校舍改借用朴子配天宮禪房。1903年，因校舍空間不足而借用安福宮上課，1905年10月，新校舍完工而學校移轉至現址。1913年4月，設立「樸子腳公學校南勢竹分校」（今松梅國小）。1921年4月24日，學校改稱「朴子公學校」。在1923年4月，朴子公學校的女學生改到新設立的「朴子女子公學校」（今大同國小）就學，朴子公學校則成為男校。1924年4月，設置高等科。1927年4月，設置「鴨母寮分教場」（今竹村國小）。1929年，朴子公學校禮堂完工。朴子公學校於1937年的學生數有1,263人。1941年4月，改制為「朴子東國民學校」並改為男女合校，當時地址為臺南州東石郡朴子街朴子254番地。
二戰後，學校於1945年改為「朴子鎮第一國民學校」，於1949年增設「雙溪口分校」（今雙溪國小），於1950年改稱「朴子國民學校」，於1952年設立「大鄉分校」（今大鄉國小）。1968年8月，因九年國民教育實施而改名為「朴子國民小學」。

## 朴子國小舊禮堂
朴子公學校因校務所需，於1929年（昭和四年）興建磚造禮堂，是日治時期朴子地區唯一的學校禮堂。禮堂內規劃一處臺閣，放置日本天皇的敕書。1997年（民國八十六年）1月，該校新禮堂竣工。現在的舊禮堂用於放置書籍，也是部份社團活動的場所。2014年（民國一百零三年）1月21日，經嘉義縣文化資產審議會決議，正式登錄為嘉義縣歷史建築。2015年（民國一百零四年）蘇迪勒颱風襲台，舊禮堂遭倒塌樹木波及，磚牆、玻璃被損傷，然無結構性的破壞。

## 校友
- 陳立白
- 侯友宜[6]